# 61. Infanterie-Division (Wehrmacht)
La 61ª Divisione di fanteria (in tedesco 61. Infanterie-Division, poi ridenominata 61. Volksgrenadier-Division) fu una divisione dell'esercito tedesco, attiva durante la seconda guerra mondiale principalmente sul fronte orientale.

## Storia
La divisione fu attivata ad Insterburg, nella Prussia orientale, il 16 agosto 1939 come parte della "seconda ondata" di mobilitazione tedesca; l'unità seguiva la struttura delle tipiche divisioni di fanteria tedesche, con tre reggimenti di fanteria (Infanterie-Regiment 151, Infanterie-Regiment 162 ed Infanterie-Regiment 176), un'unità da ricognizione (Aufklärungs-Abteilung 161) ed un reggimento d'artiglieria (Artillerie-Regiment 161). A partire dal 1º settembre seguente, la divisione prese parte alla campagna di Polonia inquadrata nel Gruppo d'armate Nord del generale Fedor von Bock: partecipò alla battaglia di Mława (1º - 3 settembre) per poi attraversare il Narew vicino Pułtusk, concludendo la campagna nei dintorni di Varsavia sul finire di settembre. Trasferita sul fronte occidentale, partecipò alla campagna di Francia nel maggio del 1940, combattendo in Belgio ed a Dunkerque, per poi concludere il suo ciclo di operazioni come forza d'occupazione in Bretagna.
All'inizio del 1941 la divisione fu spostata nuovamente nella Prussia orientale, per poi prendere parte all'operazione Barbarossa contro l'Unione Sovietica a partire dal 22 giugno seguente, sempre alle dipendenze del Gruppo d'armate Nord di Bock. L'unità partecipò all'invasione degli ex paesi baltici, distinguendosi durante i duri combattimenti in Estonia; tra il 20 ed il 28 agosto la 61ª Divisione si distinse durante i combattimenti intorno a Tallinn, al punto che il suo comandante, generale Siegfried Hänicke, ricevette la Croce di Cavaliere della Croce di Ferro. Il 14 settembre l'unità lanciò l'operazione Beowulf, l'attacco tedesco contro le isole estoni di Muhu, Saaremaa ed Hiiumaa: a dispetto dell'ostinata resistenza sovietica, l'operazione si concluse con un completo successo per le forze tedesche. La divisione venne quindi spostata sul fronte di Leningrado, partecipando all'assedio della città ed ai duri combattimenti davanti Tichvin, rimanendo nella zona fino al gennaio del 1944; il 7 aprile 1942 il comandante della divisione, generale Franz Scheidies, fu ucciso da un cecchino sovietico nei pressi di Gluschitza.
Sul finire del gennaio del 1944 la divisione ripiegò dal fronte di Leningrado sotto i colpi dell'offensiva Krasnoye Selo–Ropsha sovietica, ritirandosi nell'Estonia settentrionale; qui l'unità partecipò intensamente alla lunga battaglia di Narva (2 febbraio - 19 settembre 1944). Dopo aver subito gravi perdite l'unità si ritirò nella sacca di Curlandia, da dove venne evacuata via mare e trasportata a Gotenhafen nell'ottobre del 1944; qui l'unità fu riorganizzata e ridenominata 61. Volksgrenadier-Division, venendo aggregata al vecchio Gruppo d'armate Centro. L'unità si batté contro le rinnovate offensive sovietiche, finendo intrappolata con gran parte del suo Gruppo d'armate nella sacca di Braunsberg-Heiligenbeil, tra Danzica e Königsberg, nel gennaio del 1945; la sacca fu infine distrutta dai sovietici nel marzo seguente, e l'unità cancellata dall'ordine di battaglia tedesco ai primi di aprile. I pochi superstiti della divisione furono aggregati alla 21. Infanterie-Division, combattendo con essa fino alla resa all'Armata Rossa l'8 maggio 1945.

## Comandanti
- General der Infanterie Siegfried Hänicke (1º settembre 1939 - 27 marzo 1942)
- Generalmajor Franz Scheidies (27 marzo 1942 - 7 aprile 1942)
- Generalleutnant Werner Hühner (7 aprile 1942 - 1º febbraio 1943)
- Generalleutnant Günther Krappe (1º febbraio 1943 - 30 aprile 1943)
- Generalleutnant Gottfried Weber (30 aprile 1943 - 1º maggio 1943)
- Generalleutnant Günther Krappe (1º maggio 1943 - 11 dicembre 1943)
- Generalmajor Joachim Albrecht von Blücher (11 dicembre 1943 - 1º febbraio 1944)
- Generalleutnant Günther Krappe (1º febbraio 1944 - 11 dicembre 1944)
- Generalleutnant Rudolf Sperl (11 dicembre 1944 - 8 aprile 1945)